# Politik i Jiangsu

Jiangsus läge i Kina.

Den politiska makten i Jiangsu utövas officiellt av provinsen Jiangsus folkregering, som leds av den regionala folkkongressen och guvernören i provinsen. Dessutom finns det en regional politiskt rådgivande konferens, som motsvarar Kinesiska folkets politiskt rådgivande konferens och främst har ceremoniella funktioner. Provinsens guvernör sedan 2008 är Luo Zhijun.
I praktiken utövar dock den regionala avdelningen av Kinas kommunistiska parti den avgörande makten i Jiangsu och partisekreteraren i regionen har högre rang i partihierarkin än guvernören. Sedan 2007 heter partisekreteraren Liang Baohua.

## Lista över Jiangsus guvernörer
1. Tan Zhenlin (谭震林): 1952 – 1955
2. Hui Yuyu (惠浴宇): 1955 – 1967
3. Xu Shiyou (许世友): 1968 – 1973
4. Peng Chong (彭冲): 1974 – 1977
5. Xu Jiatun (许家屯): 1977 – 1979
6. Hui Yuyu (惠浴宇): 1979 – 1982
7. Han Peixin (韩培信): 1982 – 1983
8. Gu Xiulian (顾秀莲): 1983 – 1989
9. Chen Huanyou (陈焕友): 1989 – 1994
10. Chen Silin (郑斯林): 1994 – 1998
11. Ji Yunshi (季允石): 1998 – 2002
12. Liang Baohua (梁保华): 2002 – januari 2008
13. Luo Zhijun (罗志军): januari 2008 –

## Lista över Jiangsus partisekreterare
1. Ke Qingshi (柯庆施): 1952 – 1954
2. Jiang Weiqing (江渭清): 1954 – 1967
3. Xu Shiyou (许世友): 1970 – 1973
4. Peng Chong (彭冲): 1974 – 1977
5. Xu Jiatun (许家屯): 1977 – 1983
6. Han Peixin (韩培信): 1983 – 1989
7. Shen Daren (沈达人): 1989 – 1993
8. Chen Huanyou (陈焕友): 1993 – 2000
9. Hui Liangyu (回良玉): 2000 – 2002
10. Li Yuanchao (李源潮): 2002 – 2007
11. Liang Baohua (梁保华): 2007 –